# Lucyna Winnicka
Lucyna Winnicka (Warschau, 14 juli 1928 – aldaar, 22 januari 2013) was een Pools actrice. Haar bekendste rol speelde ze in 1960 in de film Matka Joanna od aniołów, welke uiteindelijk de Prix du jury van het Filmfestival van Cannes 1961 won. Verder speelde ze in een twintigtal andere films in de periode 1954 tot 1977.

## Filmografie (selectie)
- 1957: Prawdziwy koniec wielkiej wojny
- 1959: Pociąg
- 1960: Der schweigende Stern
- 1960: Krzyżacy
- 1960: Matka Joanna od aniołów
- 1969: 322
- 1973: Tüzoltó utca 25.